# Семко, Михаил Фёдорович
Михаил Фёдорович Семко (1 октября 1906 год, село Балясное, Полтавская губерния — 9 сентября 1979 года, Москва) — организатор высшей школы, украинский советский учёный-механик, ректор Харьковского политехнического института имени В. И. Ленина. Герой Социалистического Труда (1976). Доктор технических наук (1968).

## Биография
Родился 1 октября 1906 года в крестьянской семье в селе Балясное. Обучался в гимназии в Полтаве. Окончил механическое отделение Полтавской индустриальной профессиональной школы (1924). В 1925 году по путёвке Полтавского губкома комсомола поступил в Харьковский механико-строительный институт (сегодня — Национальный технический университет «Харьковский политехнический институт»), который окончил в 1930 году. В 1935 году защитил диссертацию «Теплота резания и стойкость материала», получив научное звание кандидата наук и в этом же году назначен заместителем директора Харьковского механико-машиностроительного института.
С 1942 по 1978 год — заведующий кафедрой «Резание материалов и режущие инструменты» Харьковского механико-машиностроительного института. С 1944 года — директор этого же института. С 1950 по 1978 года — ректор Харьковского политехнического института имени В. И. Ленина. Занимался научными исследованиями в области технологии сверхтвёрдых материалов. Во время его руководства было создано пять новых факультетов, институт стал многоотраслевым комплексом с известными научными школами с 6 проблемными и 26 отраслевыми лабораториями. Институт был награждён Орденом Ленина (1967), Памятным знаменем ЦК КПСС и Орденом «Дружбы народов» Республики Вьетнам (1978).
В 1968 году защитил диссертацию на соискание научной степени доктора наук по теме «Особенности процесса резания алмазным и минералокерамическим инструментом и обработки пластмасс».
Избирался делегатом XX—XXII съездов КПСС, XXI и XXIV съезда КПУ.
В 1976 году удостоен звания Героя Социалистического Труда «за большие заслуги в развитии советской высшей школы, подготовке научных и инженерных кадров и в связи с 70-летием с дня рождения».
Скончался после операции в Москве 9 сентября 1979 года.
Похоронен на кладбище № 2 в Харькове. Его именем была названа улица в Харькове Пушкинский въезд.

## Награды
- Герой Социалистического Труда — указом Президиума Верховного Совета СССР от 30 сентября 1976 года
- орден Ленина — дважды (15.09.1971; 30.09.1976)
- Орден Октябрьской Революции (1971)
- Орден Трудового Красного Знамени (1948)
- Орден «Знак Почёта» — дважды (1949, 1953)
- Орден Кирилла и Мефодия
- Заслуженный деятель и науки УССР (29.09.1966)
- Почётный доктор Мишкольцкого университета